# The Sinking of the Lusitania
The Sinking of the Lusitania (Le Naufrage du Lusitania) est un court métrage d'animation réalisé en 1918 par le dessinateur américain Winsor McCay.
C'est une œuvre de propagande recréant le naufrage en 1915 du paquebot britannique RMS Lusitania, lequel n'a jamais été photographié.

## Extraits

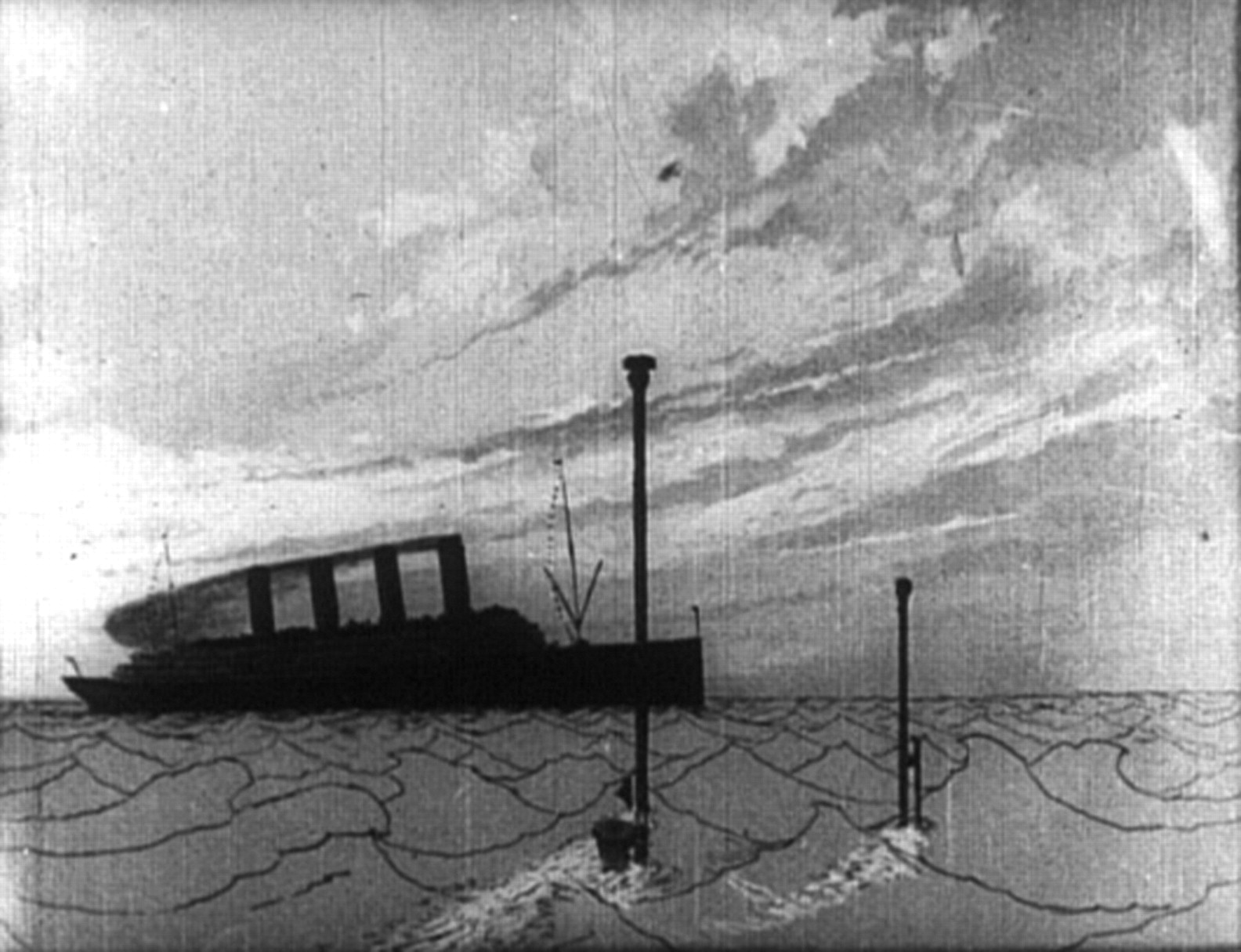
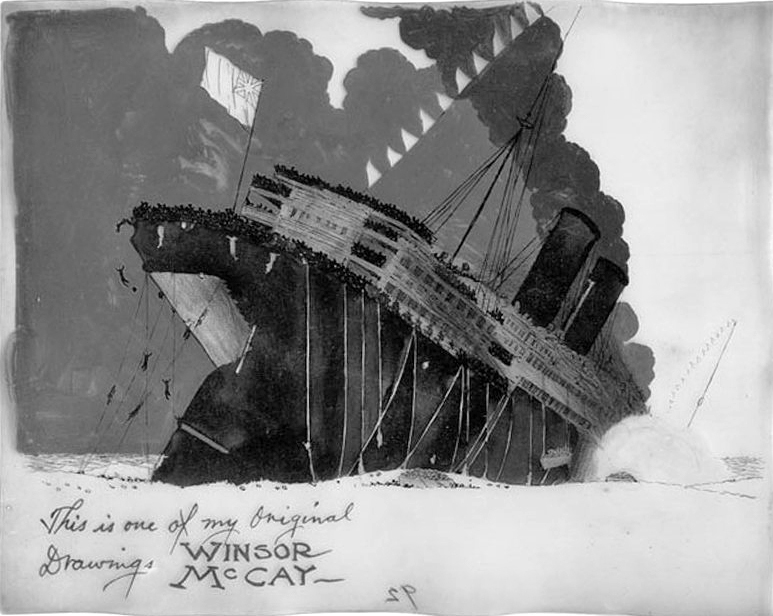